# Glenea dorsalis
Glenea dorsalis là một loài bọ cánh cứng trong họ Cerambycidae.